# Volo United Airlines 585
Il volo United Airlines 585 era un volo di linea domestico della United Airlines tra Peoria, Illinois, e Colorado Springs, Colorado, con scali a Moline, Illinois, e Denver, Colorado. Il 3 marzo 1991, il Boeing 737-291 Advanced che operava il volo precipitò durante l'avvicinamento alla pista 35 dell'aeroporto di Colorado Springs, provocando la morte di tutte le 25 persone a bordo.
Inizialmente l'NTSB non fu in grado di risolvere la causa dell'incidente, ma dopo incidenti simili che coinvolsero l'aereo Boeing 737, si scoprì che l'incidente era stato causato da un difetto nella progettazione dell'unità di controllo della potenza del timone del 737.

## L'aereo
Il velivolo coinvolto era un Boeing 737-200, marche N999UA, numero di serie 22742, numero di linea 875. Volò per la prima volta nel maggio 1982 e venne consegnato lo stesso mese a Frontier Airlines. Passò alla United Airlines nel giugno 1986 ed era configurato per trasportare 109 persone. Era equipaggiato con 2 motori turboventola Pratt & Whitney JT8D-17. Al momento dell'incidente, l'aereo aveva quasi nove anni e aveva accumulato 26 050 ore di volo in 19 734 cicli di pressurizzazione.

## L'equipaggio
L'equipaggio era composto dal comandante Harold Green (52), dal primo ufficiale Patricia Eidson (42) e da 3 assistenti di volo. Il comandante, che aveva più di 10.000 ore come pilota della United Airlines (comprese 1.732 ore sui Boeing 737), era considerato dai colleghi un pilota conservatore che seguiva sempre le procedure operative standard. Il primo ufficiale aveva accumulate oltre 4.000 ore di volo (comprese 1.077 ore sui Boeing 737) ed era considerata dal comandante Green un pilota molto competente.

## L'incidente
Alle 09:23 Mountain Standard Time, il volo 585 partì da Denver con 20 passeggeri e 5 membri dell'equipaggio a bordo e l'arrivo previsto a Colorado Springs era alle 09:46. Alle 09:37, l'aereo venne autorizzato per un avvicinamento visivo alla pista 35. Tuttavia, l'aereo rollò improvvisamente a destra e inclinò il muso verso il basso. L'equipaggio cercò di avviare un riattaccata estendendo i flap a 15 gradi e aumentando la spinta dei motori. Nonostante i loro sforzi, l'altitudine diminuì rapidamente e l'accelerazione aumentò superando i 4G fino a quando l'aereo si schiantò vicino a Widefield Park, a meno di 6 km dalla testata della pista, a una velocità di 210 nodi (390 km/h). Il Boeing esplose all'impatto in un'enorme palla di fuoco. Secondo il rapporto sull'incidente, lo schianto e l'esplosione risultanti crearono un cratere di 12 m × 7,3 m e profondo 5 m. Tutti a bordo rimasero uccisi sul colpo; una bambina di otto anni che viveva vicino al jet in caduta venne scaraventata a terra dalla forza dell'impatto, riportando lievi ferite.

## Le indagini

### L'inchiesta iniziale
Le indagini condotte dal National Transportation Safety Board (NTSB) durarono complessivamente 21 mesi. Il Flight Data Recorder (FDR) fu ritrovato in pessime condizioni, ma fortunatamente gli investigatori riuscirono comunque ad estrarne i dati di volo, anche se purtroppo fra essi non vi era niente che potesse far risalire alla causa dell'incidente. Gli investigatori ipotizzarono che ci potesse essere stato un malfunzionamento della servovalvola di comando del timone (che avrebbe potuto causare un funzionamento anomalo del timone stesso) oppure che l'aereo potesse essere incappato in un'onda orografica proveniente dalle vicine Montagne Rocciose, ma non riuscirono a trovare nessuna prova di ciò.
Alla fine delle indagini venne emesso un rapporto che dichiarava che:

### Eventi seguenti
In seguito alla mancata identificazione della causa dell'incidente del volo 585, un altro incidente di un Boeing 737 si verificò tre anni dopo in circostanze molto simili, quando il Volo USAir 427 si schiantò mentre tentava di atterrare in Pennsylvania.

### Riapertura del caso
L'NTSB riaprì il caso del volo 585 tre anni dopo, quando un altro Boeing 737, il volo USAir 427, si schiantò nelle stesse circostanze. Nel 1996, un altro Boeing 737, il volo Eastwind Airlines 517, riscontrò le stesse anomalie al timone, ma in questo caso i piloti riuscirono a recuperare l'assetto e ad atterrare in sicurezza.
Dopo anni di indagini, gli investigatori riuscirono a risalire alla probabile causa dei tre incidenti: la servovalvola di controllo del timone, prodotta dalla Parker Hannifin, poteva incepparsi o inclinare il timone dalla parte opposta rispetto a quella comandata dai piloti a causa di uno shock termico causato dal fluido idraulico caldo che attraversava il corpo freddo della servovalvola stessa.

## Memoriale
Un giardino commemorativo in onore delle vittime si trova a Widefield Park. Il giardino è composto da un gazebo e da 25 alberi piantati in onore delle vittime.

## Nella cultura di massa
L'incidente del volo 585 della United Airlines è stato analizzato nell'episodio Pericolo nascosto della quarta stagione del documentario Indagini ad alta quota trasmesso dal National Geographic Channel.